# Brama Miasta
Brama Miasta – zespół dwóch biurowców zlokalizowany przy ul. Kilińskiego 66 w Łodzi, w bezpośrednim sąsiedztwie Dworca Kolejowego Łódź Fabryczna. Obiekty znajdują się w granicach administracyjnych dzielnicy Śródmieście. Po wyburzeniu starego budynku dworca dla tego obszaru zaczęto promować, za pośrednictwem Urzędu Miasta Łodzi, nazwę „Nowe Centrum Łodzi”.

## Historia
Konstrukcja zabudowy Brama Miasta rozpoczęła się w drugim kwartale 2017 i dobiegła końca w 36 miesięcy. Powierzchnia biurowa budynków wynosi 40,500 m². W tym: budynek A: 13,500 m² i budynek B 27,000 m². 
Autorem projektu jest biuro architektoniczne z Bytomia – Medusa Group. Generalnym wykonawcą generalnym była firma Skanska. Oba budynki wyróżnia ich elewacja zbudowana z metalowych płyt cortenowych. 
W najbliższej okolicy (do 200m) sąsiaduje z dawną elektrownią EC1 przekształconą w Centrum Nauki i Techniki, nowym dworcem kolejowym Łódź Fabryczna, Biurowcem Textilimpex, oraz biurowcem Przystanek mBank.
Pierwotnie koncepcję architektoniczną budynku przygotował amerykański architekt polskiego pochodzenia Daniel Libeskind. Bramę miały stanowić dwie wieże ze wspólnym, szklanym łącznikiem.